# Prime rétro-octroyable
La Prime rétro-octroyable est un système de rémunération où le salaire de base de l’employé demeure le même d’année en année, mais où des « augmentations de salaire » sont octroyées rétroactivement chaque année, en fonction du rendement de l’employé et de la capacité de l’organisation d’offrir la rémunération additionnelle.